# Trapani Calcio 2016-2017
Questa voce raccoglie le informazioni riguardanti il Trapani Calcio nelle competizioni ufficiali della stagione 2016-2017.

## Stagione
La stagione 2016-2017 è per il Trapani la quarta partecipazione a un campionato di Serie B. La squadra del riconfermato Serse Cosmi affronta il ritiro estivo pre-stagionale a Spiazzo, in provincia di Trento, dal 12 luglio al 4 agosto. A luglio perde il direttore sportivo Daniele Faggiano, passato al Palermo e sostituito da Pasquale Sensibile, proveniente dalla Roma.
Il 28 novembre 2016, con la squadra all'ultimo posto in classifica, la società esonera l'allenatore Serse Cosmi affidando la squadra all’allenatore in seconda Valeriano Recchi. Il 30 novembre 2016 anche Pasquale Sensibile è sollevato dall'incarico di direttore sportivo e il 2 dicembre al suo posto arriva Fabrizio Salvatori. Lo stesso giorno la panchina è affidata ad Alessandro Calori. La squadra chiude il girone d'andata all'ultimo posto in classifica, con solo 13 punti. L'avvicendamento tecnico rivitalizza la squadra, che nel girone di ritorno totalizza 31 punti, e in un momento della stagione è anche fuori dai Playout, in una posizione di virtuale salvezza. Ciò tuttavia non è stato sufficiente per salvarsi. Perché perdendo le ultime tre partite, i granata hanno chiuso la stagione quart'ultimi, con 44 punti, e retrocedono direttamente in Serie C senza poter disputare i Play-out (giacché il distacco dalla quintultima classificata è superiore a 4 punti). Il miglior marcatore stagionale granata è stato il brasiliano Igor Coronado che ha firmato 12 reti. Nella Coppa Italia Tim Cup il Trapani supera il secondo turno, battendo (3-0) il Seregno, poi nel terzo turno esce dal torneo eliminato (2-0) dal Bologna.

## Divise e sponsor
Il fornitore ufficiale di materiale tecnico per la stagione 2016-2017 è Joma, mentre il main sponsor è Liberty Lines.
| Casa | Trasferta | Terza maglia | Portiere | Portiere |

## Organigramma societario
Area direttiva
- Presidente: Vittorio Morace
- Direttore generale: Anne Marie Collart
- Vicepresidente: Fiammetta Morace
- Segretario generale: Andrea Bernardelli[8]
- Responsabile segreteria: Andrea Oddo

Area organizzativa
- Direttore sportivo: Fabrizio Salvatori (dal 2 dicembre 2016)
Pasquale Sensibile (fino al 30 novembre 2016)
- Team manager: Giovanni Panetta
- Magazziniere: Giancarlo Lentini

Area comunicazione
- Resp. comunicazione e ufficio stampa: Cinzia Bizzi
- Ufficio stampa: Simona Licata, Giuseppe Favara
- Fotografo: Giovanni Pappalardo

Area tecnica
- Allenatore: Alessandro Calori (dal 2 dicembre 2016)
- Viceallenatore: Franco Paleari (dal 2 dicembre 2016)
- Coll. tecnico: Massimo Lo Monaco
- Coll. tecnico: Giuseppe Ton (dal 2 dicembre 2016)
- Match analyst: Guido Didona (dal 2 dicembre 2016)
- Preparatore atletico: Fabio Monzone (dal 2 dicembre 2016)
Manuel De Maria (fino al 2 dicembre 2016)
- Preparatore dei portieri: Franco Paleari
- Coll. preparatore atletico: Piero Campo
- Coll. preparatore atletico: Luigi Stori
- Responsabile tecn. settore giovanile: Alessandro Longo

Area sanitaria
- Responsabile sanitario: Giuseppe Mazzarella
- Medico sociale: Roberto Matracia
- Massofisioterapista: Salvatore Scardina, Rino Soda e Claudio Fici

## Rosa
Rosa aggiornata all'11 gennaio 2017.
| N. |                          | Ruolo | Calciatore                 |
| -- | ------------------------ | ----- | -------------------------- |
| 1  | Italia (bandiera)        | P     | Guido Guerrieri            |
| 2  | Italia (bandiera)        | D     | Stefano Cason              |
| 3  | Italia (bandiera)        | D     | Antonino Daì               |
| 4  | Italia (bandiera)        | D     | Luca Pagliarulo (capitano) |
| 5  | Italia (bandiera)        | C     | Matteo Scozzarella         |
| 5  | Italia (bandiera)        | C     | Fausto Rossi               |
| 6  | Italia (bandiera)        | D     | Matteo Legittimo           |
| 7  | Italia (bandiera)        | C     | Luca Nizzetto              |
| 8  | Italia (bandiera)        | C     | Giuseppe Figliomeni        |
| 9  | Romania (bandiera)       | A     | Mihai Bălașa               |
| 9  | Italia (bandiera)        | A     | Jacopo Manconi             |
| 10 | Croazia (bandiera)       | A     | Bruno Petković             |
| 11 | Italia (bandiera)        | A     | Davis Curiale              |
| 12 | Italia (bandiera)        | P     | Riccardo Ferrara           |
| 13 | Italia (bandiera)        | D     | Pasquale Fazio             |
| 14 | Italia (bandiera)        | C     | Maurizio Ciaramitaro       |
| 16 | Guinea-Bissau (bandiera) | C     | José Machin                |
| 16 | Italia (bandiera)        | P     | Mirko Pigliacelli          |

| N. |                      | Ruolo | Calciatore          |
| -- | -------------------- | ----- | ------------------- |
| 17 | Italia (bandiera)    | C     | Antonino Barillà    |
| 18 | Italia (bandiera)    | A     | Nicola Citro        |
| 19 | Italia (bandiera)    | A     | Andrea Ferretti     |
| 19 | Italia (bandiera)    | C     | Federico Maracchi   |
| 20 | Brasile (bandiera)   | A     | Igor Coronado       |
| 21 | Italia (bandiera)    | D     | Lorenzo Carissoni   |
| 22 | Italia (bandiera)    | P     | Simone Farelli      |
| 23 | Italia (bandiera)    | D     | Pietro Visconti     |
| 24 | Italia (bandiera)    | C     | Davide Raffaello    |
| 25 | Italia (bandiera)    | A     | Luigi Canotto       |
| 26 | Argentina (bandiera) | C     | Santiago Colombatto |
| 27 | Gambia (bandiera)    | A     | Lamin Jallow        |
| 29 | Italia (bandiera)    | D     | Simone Rizzato      |
| 30 | Italia (bandiera)    | D     | Mattia Tumminelli   |
| 32 | Argentina (bandiera) | D     | Tiago Casasola      |
| 34 | Croazia (bandiera)   | D     | Anton Krešić        |
| 36 | Brasile (bandiera)   | A     | Caio De Cenco       |
| 37 | Italia (bandiera)    | A     | Domenico Mistretta  |

## Calciomercato

### Sessione estiva(dal 01/07 al 31/08)
| Arrivi           | Arrivi              | Arrivi     | Arrivi        |
| R.               | Nome                | da         | Modalità      |
| ---------------- | ------------------- | ---------- | ------------- |
| A                | Caio De Cenco       | Pavia      | Definitivo    |
| D                | Lorenzo Carissoni   | Torino     | Prestito      |
| D                | Mihai Bălașa        | Roma       | Prestito      |
| A                | Andrea Ferretti     | Pavia      | Definitivo    |
| P                | Richard Marcone     | Verona     | Fine prestito |
| P                | Guido Guerrieri     | Lazio      | Prestito      |
| D                | Luca Crecco         | Lazio      | Prestito      |
| P                | Simone Farelli      | Latina     | Definitivo    |
| C                | Luigi Canotto       | Melfi      | Definitivo    |
| D                | Matteo Legittimo    | Lecce      | Definitivo    |
| C                | Giuseppe Fornito    | Messina    | Definitivo    |
| A                | Enis Nadarević      | Novara     | Fine prestito |
| A                | Bruno Petković      | Catania    | Definitivo    |
| A                | Davis Curiale       | Lecce      | Fine prestito |
| A                | Igor Coronado       | Floriana   | Definitivo    |
| P                | Riccardo Ferrara    | Lucchese   | Fine prestito |
| D                | Anton Krešić        | Atalanta   | Prestito      |
| D                | Daniele Martinelli  | Bassano    | Fine prestito |
| C                | José Machin         | Roma       | Prestito      |
| C                | Tiago Casasola      | Roma       | Prestito      |
| D                | Pietro Visconti     | Avellino   | Definitivo    |
| C                | Giuseppe Figliomeni | Svincolato | Definitivo    |
| C                | Santiago Colombatto | Pisa       | Prestito      |
| Altre operazioni |                     |            |               |
| R.               | Nome                | da         | Modalità      |
| D                | Giacomo Corduas     | Monza      | Fine prestito |
| A                | Claudio Sparacello  | Padova     | Fine prestito |
| C                | Salvatore Aloi      | Akragas    | Fine prestito |
| A                | Sergio Cucchiara    | Triestina  | Fine prestito |
| D                | Gianluigi Salvato   | Fano       | Fine prestito |
| C                | Pierantonio Sassano | Ancona     | Fine prestito |
| D                | Tulhão              | San Marino | Fine prestito |
| D                | Pasquale De Vita    | Paganese   | Fine prestito |
| C                | Andrea Feola        | Arezzo     | Fine prestito |
| C                | Eric Battilana      | Inter      | Prestito      |
| C                | Mel Taufer          | Inter      | Prestito      |
| D                | Zakaria El Badaoui  | Inter      | Definitivo    |
| A                | Justice Opoku       | Inter      | Prestito      |
| C                | Romito Bulades      | Gela       | Prestito      |

| Partenze         | Partenze             | Partenze            | Partenze              |
| R.               | Nome                 | a                   | Modalità              |
| ---------------- | -------------------- | ------------------- | --------------------- |
| A                | Caio De Cenco        | Pavia               | Fine prestito         |
| P                | Richard Marcone      | Südtirol            | Prestito              |
| D                | Gennaro Scognamiglio | Pisa                | Definitivo            |
| A                | Bruno Petković       | Catania             | Fine prestito         |
| A                | Igor Coronado        | Floriana            | Fine prestito         |
| C                | Simone Basso         | Venezia             | Definitivo            |
| D                | Romano Perticone     | Cesena              | Definitivo            |
| D                | Daniele Martinelli   | Svincolato          | Fine contratto        |
| P                | Nicolas              | Verona              | Fine prestito         |
| C                | Mirko Eramo          | Sampdoria           | Fine prestito         |
| C                | Janis Cavagna        | Atalanta            | Fine prestito         |
| A                | Ernesto Torregrossa  | Verona              | Fine prestito         |
| C                | Giuseppe Fornito     | Catania             | Prestito              |
| D                | Luca Crecco          | Avellino            | Fine prestito         |
| A                | Adriano Montalto     | Juve Stabia         | Definitivo            |
| A                | Enis Nadarević       | Svincolato          | Risoluzione contratto |
|                  |                      |                     |                       |
| Altre operazioni |                      |                     |                       |
| R.               | Nome                 | da                  | Modalità              |
| D                | Agostino Camigliano  | Udinese             | Fine prestito         |
| A                | Claudio Sparacello   | Südtirol            | Prestito              |
| P                | Emanuele Geria       | Svincolato          | Fine contratto        |
| C                | Pierantonio Sassano  | Virtus Castelfranco | Prestito              |
| D                | Gianluigi Salvato    | Ladispoli           | Prestito              |
| D                | Giacomo Corduas      | Svincolato          | Fine contratto        |
| A                | Sergio Cucchiara     | Triestina           | Definitivo            |
| C                | Andrea Feola         | Olbia               | Definitivo            |
| C                | Salvatore Aloi       | Lupa Roma           | Prestito              |
| P                | Andrea Fulignati     | Palermo             | Fine prestito         |
| D                | Andrea Accardi       | Palermo             | Fine prestito         |
| D                | Tulhão               | Lucchese            | Prestito              |
| D                | Andrea Pastore       | Virtus Francavilla  | Definitivo            |
| A                | Pasquale De Vita     | Svincolato          | Fine contratto        |

### Sessione invernale(dal 3 al 31 gennaio)
| Acquisti         | Acquisti           | Acquisti     | Acquisti      |
| R.               | Nome               | da           | Modalità      |
| ---------------- | ------------------ | ------------ | ------------- |
| P                | Mirko Pigliacelli  | Pescara      | Prestito      |
| C                | Fausto Rossi       | Pro Vercelli | Definitivo    |
| C                | Federico Maracchi  | Feralpisalò  | Definitivo    |
| A                | Lamin Jallow       | Chievo       | Prestito      |
| A                | Jacopo Manconi     | Novara       | Prestito      |
| D                | Stefano Cason      | Atalanta     | Prestito      |
| Altre operazioni |                    |              |               |
| R.               | Nome               | da           | Modalità      |
| A                | Claudio Sparacello | Südtirol     | Fine prestito |

| Cessioni         | Cessioni            | Cessioni    | Cessioni      |
| R.               | Nome                | a           | Modalità      |
| ---------------- | ------------------- | ----------- | ------------- |
| A                | Caio De Cenco       | Padova      | Definitivo    |
| A                | Andrea Ferretti     | Feralpisalò | Definitivo    |
| C                | Matteo Scozzarella  | Parma       | Definitivo    |
| C                | José Machin         | Roma        | Fine Prestito |
| A                | Bruno Petković      | Bologna     | Definitivo    |
| C                | Giuseppe Figliomeni | Foggia      | Definitivo    |
| A                | Mihai Bălașa        | Roma        | Fine prestito |
| P                | Simone Farelli      | Arezzo      | Prestito      |
| Altre operazioni |                     |             |               |
| R.               | Nome                | a           | Modalità      |
| D                | Lorenzo Carissoni   | Torino      | Fine Prestito |
| A                | Claudio Sparacello  | Pistoiese   | Prestito      |

## Risultati

### Serie B

#### Girone di andata
| Arbitro: | Abbattista (Molfetta) |

|                         |           |                                |
| Gălăbinov 9’ Faragò 53’ | Marcatori | 24’ De Cenco 90+1’ A. Ferretti |

| Arbitro: | Illuzzi (Molfetta) |

|              |           |             |
| Coronado 54’ | Marcatori | 10’ Vajushi |

| Avellino 10 settembre 2016, ore 15:00 CEST 3ª giornata | Avellino       | 0 – 0 referto | Trapani | Stadio Partenio (4.700 spett.)\| Arbitro: \| Serra (Torino) \| |
| Arbitro:                                               | Serra (Torino) |               |         |                                                                |

| Arbitro: | Rapuano (Rimini) |

|              |           |                  |
| Petković 62’ | Marcatori | 35’ (rig.) Gatto |

| Erice 20 settembre 2016, ore 20:30 CEST 5ª giornata | Trapani          | 0 – 0 referto | Spezia | Stadio Polisportivo Provinciale (5.181 spett.)\| Arbitro: \| Pinzani (Empoli) \| |
| Arbitro:                                            | Pinzani (Empoli) |               |        |                                                                                  |

| Arbitro: | Marinelli (Tivoli) |

|                          |           |  |
| Vitale 7’ Donnarumma 11’ | Marcatori |  |

| Arbitro: | Marini (Roma) |

|  |           |                      |
|  | Marcatori | 52’ Iori 79’ Litteri |

| Arbitro: | Chiffi (Padova) |

|                       |           |  |
| Boakye 38’ Acosty 40’ | Marcatori |  |

| Arbitro: | Di Martino (Teramo) |

|                                       |           |                            |
| Ciaramitaro 34’ Petković 90+3’ (rig.) | Marcatori | 64’ Avenatti 68’ La Gumina |

| Arbitro: | Martinelli (Roma) |

|                             |           |  |
| Monachello 9’, 69’ Ivan 64’ | Marcatori |  |

| Arbitro: | Ghersini (Genova) |

|           |           |  |
| Citro 27’ | Marcatori |  |

| Arbitro: | Baroni (Firenze) |

|                          |           |  |
| Siligardi 35’ Valoti 71’ | Marcatori |  |

| Arbitro: | Rapuano (Rimini) |

|  |           |             |
|  | Marcatori | 56’ Bellomo |

| Arbitro: | Di Martino (Teramo) |

|              |           |              |
| Nicastro 84’ | Marcatori | 86’ Coronado |

| Arbitro: | Serra (Torino) |

|                     |           |               |
| Petković 51’ (rig.) | Marcatori | 44’ Antenucci |

| Arbitro: | Di Paolo (Avezzano) |

|            |           |  |
| Eusepi 78’ | Marcatori |  |

| Arbitro: | Pinzani (Empoli) |

|  |           |                      |
|  | Marcatori | 38’ (rig.) Catellani |

| Arbitro: | Marini (Roma) |

|                             |           |                         |
| Masucci 78’ Pellizzer 90+2’ | Marcatori | 9’ Coronado 90+4’ Citro |

| Arbitro: | Manganiello (Pinerolo) |

|              |           |                                                     |
| Coronado 46’ | Marcatori | 10’ Dionisi 54’ D. Ciofani 57’ M. Ciofani 74’ Kragl |

| Arbitro: | Abbattista (Molfetta) |

|                                        |           |             |
| Koné 24’ Garritano 44’ Mi. Đurić 90+2’ | Marcatori | 60’ Rizzato |

| Erice 30 dicembre 2016, ore 20:30 CET 21ª giornata | Trapani          | 0 – 0 referto | Brescia | Stadio Polisportivo Provinciale (4.675 spett.)\| Arbitro: \| Minelli (Varese) \| |
| Arbitro:                                           | Minelli (Varese) |               |         |                                                                                  |

#### Girone di ritorno
| Arbitro: | Luigi Nasca (Bari) |

|                                  |           |               |
| Coronado 44’ (rig.) Maracchi 51’ | Marcatori | 38’ Gălăbinov |

| Arbitro: | Manganiello (Pinerolo) |

|                 |           |                                         |
| La Mantia 45+1’ | Marcatori | 62’ Pagliarulo 81’ Barillà 90+3’ Jallow |

| Erice 6 febbraio 2017, ore 20:30 CET 24ª giornata | Trapani         | 0 – 0 referto | Avellino | Stadio Polisportivo Provinciale (4.734 spett.)\| Arbitro: \| La Penna (Roma) \| |
| Arbitro:                                          | La Penna (Roma) |               |          |                                                                                 |

| Arbitro: | Martinelli (Roma) |

|                  |           |                                |
| Favilli 13’, 22’ | Marcatori | 57’ (rig.) Citro 90+3’ Manconi |

| Arbitro: | Piccinini (Forlì) |

|                 |           |                             |
| Granoche 1’, 9’ | Marcatori | 35’ Casasola 90’ Pagliarulo |

| Arbitro: | Aureliano (Bologna) |

|              |           |  |
| Maracchi 40’ | Marcatori |  |

| Arbitro: | Baroni (Firenze) |

|                                    |           |                               |
| Chiaretti 53’ Iunco 82’ Iori 90+4’ | Marcatori | 34’ Coronado 90’ (rig.) Citro |

| Arbitro: | Ros (Pordenone) |

|             |           |               |
| Manconi 12’ | Marcatori | 39’ Buonaiuto |

| Arbitro: | Pezzuto (Lecce) |

|                 |           |                |
| Di Noia 6’, 34’ | Marcatori | 90+2’ Coronado |

| Arbitro: | Manganiello (Pinerolo) |

|                                            |           |  |
| Legittimo 21’ Jallow 28’, 38’ Coronado 58’ | Marcatori |  |

| Arbitro: | Mainardi (Bergamo) |

|              |           |                                               |
| Ceravolo 33’ | Marcatori | 29’ (rig.), 58’ (rig.) Coronado 90+3’ Curiale |

| Arbitro: | La Penna (Roma) |

|  |           |                         |
|  | Marcatori | 54’ Pazzini 90+4’ Luppi |

| Arbitro: | Pasqua (Tivoli) |

|  |           |              |
|  | Marcatori | 61’ Casasola |

| Arbitro: | Minelli (Varese) |

|                                |           |  |
| Pagliarulo 8’ Manconi 59’, 61’ | Marcatori |  |

| Arbitro: | Sacchi (Macerata) |

|                    |           |            |
| Antenucci 55’, 77’ | Marcatori | 3’ Barillà |

| Arbitro: | Serra (Torino) |

|             |           |  |
| Citro 90+1’ | Marcatori |  |

| Arbitro: | Piccinini (Forlì) |

|                  |           |              |
| Lasagna 23’, 41’ | Marcatori | 48’ Coronado |

| Arbitro: | Manganiello (Pinerolo) |

|                          |           |  |
| Nizzetto 33’ Barillà 38’ | Marcatori |  |

| Arbitro: | Di Paolo (Avezzano) |

|             |           |  |
| Dionisi 11’ | Marcatori |  |

| Arbitro: | Marinelli (Tivoli) |

|              |           |                         |
| Maracchi 32’ | Marcatori | 20’ Ciano 84’ Rodríguez |

| Arbitro: | Pasqua (Tivoli) |

|                                    |           |             |
| Torregrossa 2’ And. Caracciolo 18’ | Marcatori | 79’ Curiale |

### Coppa Italia

#### Turni preliminari (Secondo turno)
| Arbitro: | Saia (Palermo) |

|                               |           |  |
| De Cenco 2’, 34’ Coronado 71’ | Marcatori |  |

#### Turni preliminari (Terzo turno)
| Arbitro: | Di Bello (Brindisi) |

|                       |           |  |
| Krejci 41’ Taider 46’ | Marcatori |  |

## Statistiche

### Andamento in campionato
| Giornata  | 1 | 2  | 3  | 4  | 5  | 6  | 7  | 8  | 9  | 10 | 11 | 12 | 13 | 14 | 15 | 16 | 17 | 18 | 19 | 20 | 21 | 22 | 23 | 24 | 25 | 26 | 27 | 28 | 29 | 30 | 31 | 32 | 33 | 34 | 35 | 36 | 37 | 38 | 39 | 40 | 41 | 42 |
| --------- | - | -- | -- | -- | -- | -- | -- | -- | -- | -- | -- | -- | -- | -- | -- | -- | -- | -- | -- | -- | -- | -- | -- | -- | -- | -- | -- | -- | -- | -- | -- | -- | -- | -- | -- | -- | -- | -- | -- | -- | -- | -- |
| Luogo     | T | C  | T  | C  | C  | T  | C  | T  | C  | T  | C  | T  | C  | T  | C  | T  | C  | T  | C  | T  | C  | C  | T  | C  | T  | T  | C  | T  | C  | T  | C  | T  | C  | T  | C  | T  | C  | T  | C  | T  | C  | T  |
| Risultato | N | N  | N  | N  | N  | P  | P  | P  | N  | P  | V  | P  | P  | N  | N  | P  | P  | N  | P  | P  | N  | V  | V  | N  | N  | N  | V  | P  | N  | P  | V  | V  | P  | V  | V  | P  | V  | P  | V  | P  | P  | P  |
| Posizione | 7 | 11 | 14 | 13 | 14 | 17 | 21 | 22 | 22 | 22 | 22 | 22 | 22 | 22 | 22 | 22 | 22 | 22 | 22 | 22 | 22 | 22 | 22 | 22 | 22 | 22 | 21 | 21 | 21 | 22 | 21 | 20 | 21 | 18 | 17 | 17 | 17 | 18 | 18 | 18 | 18 | 19 |

Legenda:

Luogo: C = Casa; T = Trasferta. Risultato: V = Vittoria; N = Pareggio; P = Sconfitta.

### Statistiche di squadra
| Competizione | Punti       | In casa | In casa | In casa | In casa | In casa | In casa | In trasferta | In trasferta | In trasferta | In trasferta | In trasferta | In trasferta | Totale | Totale | Totale | Totale | Totale | Totale | DR  |
| Competizione | Punti       | G       | V       | N       | P       | Gf      | Gs      | G            | V            | N            | P            | Gf           | Gs           | G      | V      | N      | P      | Gf     | Gs     | DR  |
| ------------ | ----------- | ------- | ------- | ------- | ------- | ------- | ------- | ------------ | ------------ | ------------ | ------------ | ------------ | ------------ | ------ | ------ | ------ | ------ | ------ | ------ | --- |
| Serie B      | 44          | 21      | 7       | 8       | 6       | 22      | 19      | 21           | 3            | 6            | 12           | 23           | 36           | 42     | 10     | 14     | 18     | 45     | 55     | -10 |
| Coppa Italia | terzo turno | 1       | 1       | 0       | 0       | 3       | 0       | 1            | 0            | 0            | 1            | 0            | 2            | 2      | 1      | 0      | 1      | 3      | 2      | +1  |
| Totale       | 44          | 22      | 8       | 8       | 6       | 25      | 19      | 22           | 3            | 6            | 13           | 23           | 38           | 44     | 11     | 14     | 19     | 48     | 57     | -9  |

## Settore Giovanile

### Organigramma societario
Area direttiva
- Responsabile tecnico Settore giovanile: Alessandro Longo
- Coordinatore Settore Giovanile: Mariano Gabriele

Area tecnica
- Allenatore Primavera: Alessandro Longo[51]
- Allenatore Allievi Professionisti serie A e B: Salvatore Colletto
- Allenatore Giovanissimi Professionisti: Filippo Foscari
- Allenatore Giovanissimi Regionali: Giovanni Bonfiglio

Area sanitaria
- Medico Sociale: Antonino Tartamella

### Piazzamenti
- Primavera
  - Campionato: 13°
  - Coppa Italia: Primo turno eliminatorio